# Werner Zuberbühler
Werner Zuberbühler (* 7. März 1872 in Herisau; † 4. Mai 1942 in Locarno; heimatberechtigt in Herisau) war ein Schweizer Pädagoge aus dem Kanton Appenzell Ausserrhoden.

## Leben
Werner Zuberbühler war ein Sohn von Johannes Zuberbühler, Lehrer, und Katharina Barbara Fitze. Im Jahr 1906 heiratete er Helena Frei, Witwe von Wilhelm Alexander Frei, Tochter von Anton August Lansel.
1888 besuchte er das Lehrerseminar Rorschach und 1889 das Lehrerseminar in Küsnacht. Von 1890 bis 1895 war er Lehrer in Zürich. 1893 bis 1895 studierte er an der Universität Zürich, mit Promotion zum Dr. phil. Um 1900 besuchte Zuberbühler die New School Abbotsholme in Uttoxeter, Shaffordshire, England, von Cecil Reddie. Von 1901 bis 1902 arbeitete er im Landerziehungsheim Haubinda, Thüringen, bei Hermann Lietz. 1902 eröffneten Wilhelm Alexander Frei und Werner Zuberbühler das Schweizerische Landerziehungsheim Glarisegg, das Zuberbühler von 1904 bis 1936 leitete. Die beiden Reformpädagogen strebten eine natürliche Erziehung, die das Gleichgewicht von Körper, Geist und Seele umfasste, an. Zuberbühler war Mitglied der Libertas und der Guttempler-Loge Steckborn.